# HMS Khartoum (F45)
«Катум» (F45) (англ. HMS Khartoum (F45) — військовий корабель, ескадрений міноносець типу «K» Королівського військово-морського флоту Великої Британії за часів Другої світової війни.

## Історія створення
«Катум» закладений 27 жовтня 1937 року на верфі компанії Swan Hunter, Тайн-енд-Вір. 6 листопада 1939 року увійшов до складу Королівських ВМС Великої Британії.

## Історія служби
Уперше «Катум» взяв участь у бойових діях вже 19 грудня 1939 року, під час передислокації в бухті Ферт-оф-Клайд, коли піддався невдалій торпедній атаці поблизу острову Голі. Протягом наступної доби корабель разом з іншими кораблями флоту вжив активні заходи щодо розшуку невідомого підводного човна, але марно.
У лютому 1940 року виконував завдання щодо ескорту конвою до Норвегії, через суворі штормові погодні умови зазнав деяких пошкоджень і був відправлений до Фалмута на ремонт. По завершенню відновлювальних робіт у травні 1940 року залучався до евакуації військ з Нідерландів та Бельгії.
16 травня 1940 року разом з однотипним есмінцем «Кандагар» переведений до Гібралтару з Плімуту до складу 14-ї флотилії есмінців. Виконував завдання в акваторії Середземного та Червоного морів.
З 10 червня «Катум» базувався на військово-морській базі в Адені, звідкіля провадив патрульні та конвойні місії в цій частині Червоного моря.
21 червня атакував італійський підводний човен «Торрічеллі», але безрезультатно. Після невдалої атаки, разом з есмінцями «Кандагар», «Кінгстон» та шлюпом «Шоргам» проводили протичовнові пошуки поблизу острову Перім. Італійський підводний човен був знайдений, атакований та потоплений.
Однак, у ході бою, на кораблі сталася пожежа через вибух торпеди в торпедному апараті. Як наслідок, спалахнули артилерійські магазини, що призвело до подальшого зруйнування бойового корабля. «Катум» викинувся на берег, й перебував у напівзатопленому вигляді, екіпаж врятований братніми есмінцями. Згодом оснащення та озброєння ескадреного міноносця було демонтоване, рештки корабля залишилися у пошкодженому стані на берегу острову Перім.